# گومبه
گومبه (به لاتین: Gombe, Gombe) یک شهر در نیجریه است که در ایالت گومبه واقع شده‌است.

## خصوصیات
گومبه ۵۲ کیلومترمربع مساحت و ۲۸۰٬۰۰۰ نفر جمعیت دارد.